# Tons of Sobs
Tons of Sobs (с англ. — «Тонны рыданий») — дебютный студийный альбом британской рок-группы Free, выпущенный записывающей компанией Island Records 14 марта 1969 года.

## Об альбоме
На момент записи альбома все участники группы Free были очень молоды: ни одному из них ещё не исполнилось и двадцати, а бас-гитарист Энди Фрэйзер и вовсе был шестнадцатилетним.
Группа добились некоторого успеха благодаря постоянным гастролям, и их дебютный альбом был составлен в основном из композиций, исполнявшихся на концертах. Бюджет, выделенный на запись альбома, составлял всего 800 фунтов.
Большая часть альбома была записана в течение нескольких дней в октябре 1968 года. Первоначально выпуск пластинки был намечен на ноябрь 1968 года, но затем перенесён на начало 1969 года из-за позднего добавления кавер-версии блюзовой композиции «The Hunter» Альберта Кинга.
Альбом является одним из первых в стиле блюз-рок. Не попал в британские чарты, но достиг № 197 в Billboard Hot 200 в США.
Позднее, в 2001 году, был переиздан с добавлением бонус-треков.

## Список композиций
Сторона А
1. «Over the Green Hills» (Pt. 1) (Paul Rodgers) — 0:49
2. «Worry» (Rodgers) — 3:26
3. «Walk in My Shadow» (Andy Fraser, Simon Kirke, Paul Kossoff, Rodgers) — 3:29
4. «Wild Indian Woman» (Fraser, Rodgers) — 3:39
5. «Goin' Down Slow» (James Burke Oden) — 8:20

Сторона Б
1. «I’m a Mover» (Rodgers, Fraser) — 2:56
2. «The Hunter» (Booker T. Jones, Carl Wells, Donald Dunn, Al Jackson, Jr., Steve Cropper) — 4:13
3. «Moonshine» (Fraser, Kirke, Kossoff, Rodgers) — 5:04
4. «Sweet Tooth» (Rodgers) — 4:54
5. «Over the Green Hills (Pt. 2)» (Rodgers) — 1:58

Бонус-треки при переиздании
1. «Waitin' on You» (BBC session) (B.B. King, Ferdinand Washington) — 2:15
2. «Guy Stevens Blues» (Rodgers, Fraser, Kirke, Kossoff) — 4:39
3. «Moonshine» (Alternative vocal) (Fraser, Kirke, Kossoff, Rodgers) — 5:09
4. «Sweet Tooth» (Early take and alternative vocal) (Rodgers) — 4:53
5. «Visions of Hell» (Fraser, Rodgers) — 3:46
6. «Woman by the Sea» (Fraser, Rodgers) — 3:30
7. «Over the Green Hills» (BBC session) (Rodgers) — 3:51

## Участники записи
Free
- Paul Rodgers — вокал
- Paul Kossoff — гитара
- Andy Fraser — бас-гитара
- Simon Kirke — ударные

Приглашённый музыкант
- Jimmy Miller — фортепиано

Технический персонал
- Гай Стивенс — продюсер
- Энди Джонс — инженер
- Майк Сида — фотография на передней обложке
- Ричард Беннетт Зефф — фотография внутренней обложки